# 赫爾貝克利河 (倫訥倫巴赫河支流)
47°20′44″N 8°25′14″E / 47.34562°N 8.42065°E

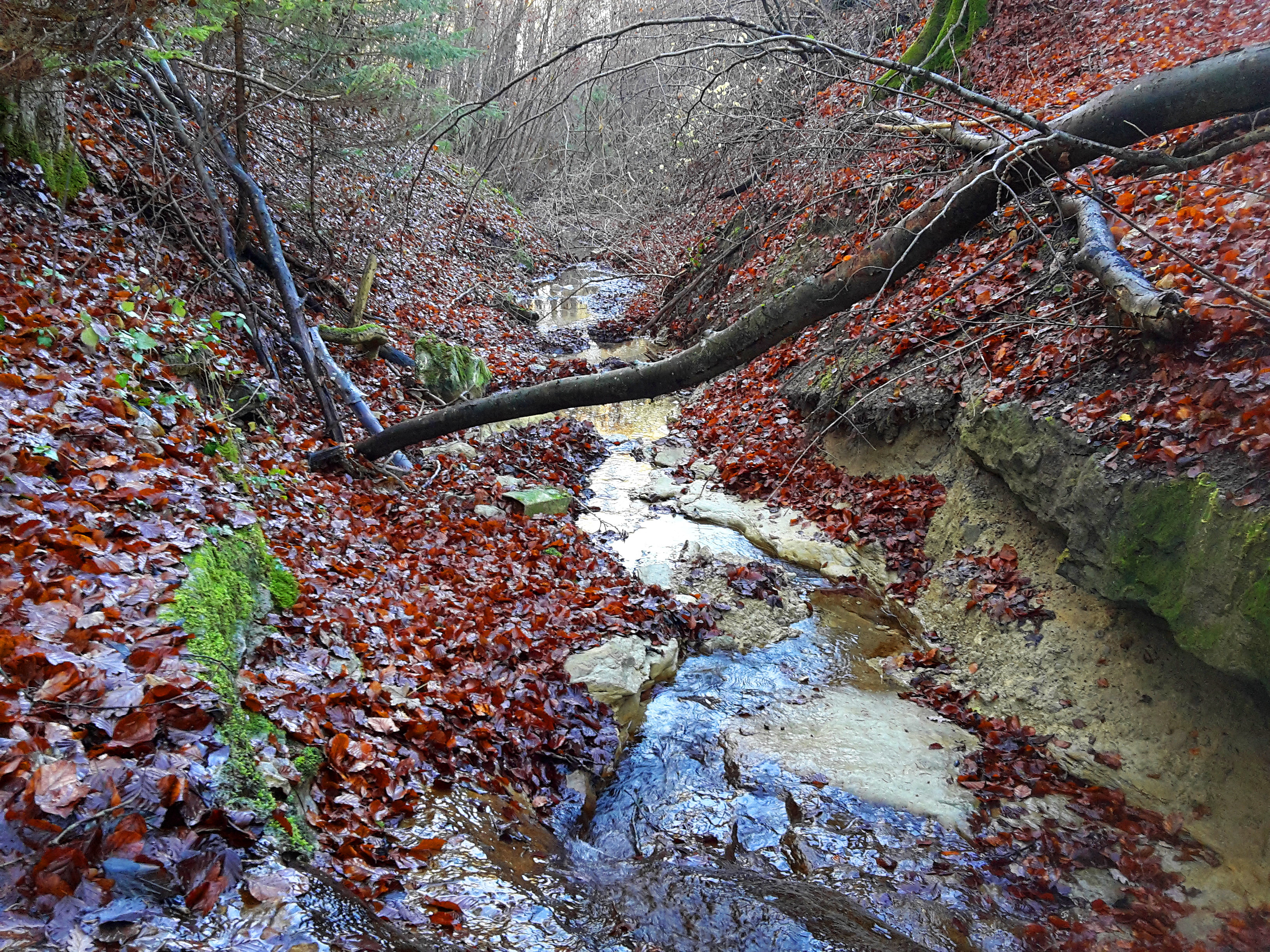

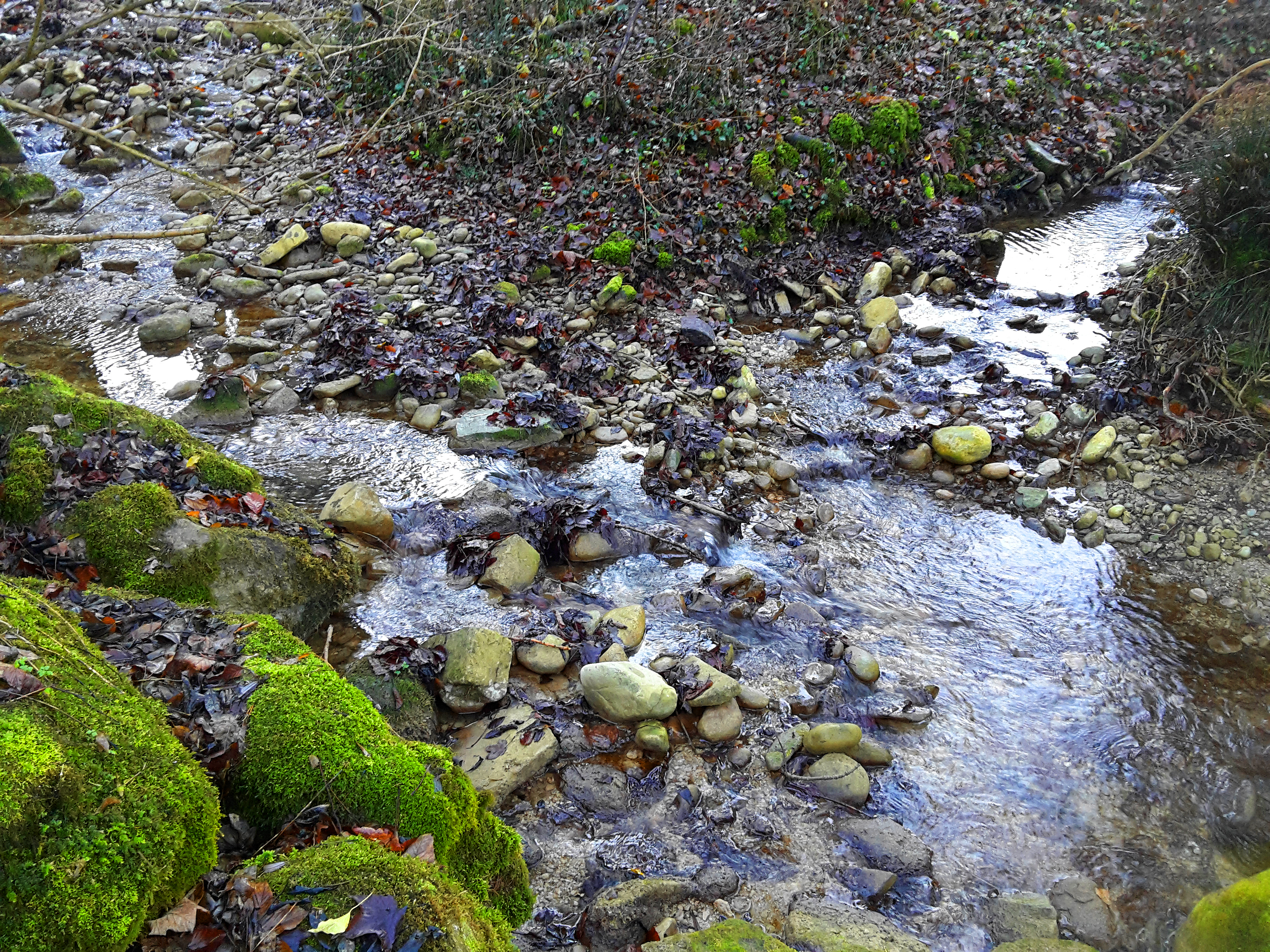

赫爾貝克利河是瑞士的河流，位於該國北部，流經阿爾高州和蘇黎世州，屬於倫訥倫巴赫河的左支流，河道全長1.7公里，流域面積1.4平方公里，發源自上維爾-利利。